# Zdeněk Košler
Zdeněk Košler (* 25. März 1928 in Prag; † 2. Juli 1995 in Prag) war ein tschechischer Dirigent, der eine wichtige Rolle in der 2. Hälfte des 20. Jahrhunderts, insbesondere zwischen den 1960er und 1980er Jahren, in der Tschechoslowakei spielte.

## Leben und Wirken
Košler wurde in eine musikalische Familie geboren. Sein Vater war ein Mitglied des Orchesters des Prager Nationaltheaters und sein jüngerer Bruder Miroslav ein Chorleiter.
Nach dem Abitur immatrikulierte er sich an der Akademie der musischen Künste in Prag. 1948, noch als Student, stellte er sich am Prager National Theater als Korrepetitor zur Verfügung und begann schon damals mit dem Taktstock Erfahrungen zu sammeln. 1949 trat Košler seine erste Stelle an der Oper in Olmütz an und dirigierte unter anderem Werke von Leoš Janáček (Die Sache Makropulos) und von Mozart (Così fan tutte, Figaros Hochzeit). 1959 gewann er zusammen mit Sergiu Comissiona auf dem Internationalen Wettbewerb für junge Dirigenten in Besançon in Frankreich den ersten Preis und 1963 zusammen mit Claudio Abbado und dem Argentinier Pedro Ignacio Calderón die angesehene Dimitri Mitropoulos International Music Competition in New York. Als Folge davon konnte er ein Jahr bei Leonard Bernstein bei den New Yorker Philharmonikern als Gastdirigent hospitieren. Von 1962 bis 1964 dirigierte er am Antonín-Dvořák-Theater in Ostrava. Er arbeitete zudem an vielen ausländischen Opernhäusern und Orchestern. So zum Beispiel auch an der Wiener Staatsoper, wo er die Oper Salome von Richard Strauss und den kompletten Zyklus der Symphonien Antonín Dvořáks dirigierte. In den späten 1960ern war er als Gastdirigent an der Komischen Oper in Berlin tätig. Košler war zweiter Dirigent an der Tschechischen Philharmonie und ab 1971 Chefdirigent am Slowakischen Opernhaus in Bratislava und von 1980 bis 1984 führte er auch das Orchester des Prager Nationaltheaters als Chefdirigent an. 1992 ging er in den Ruhestand. 
Zdeněk Košler war über die Landesgrenzen der Tschechoslowakei sehr bekannt und machte Konzerttourneen durch England, Österreich, die Vereinigten Staaten und Kanada. Mit 30 Gastspielen war Japan das Land, wo er die verschiedensten Orchester dirigierte, mit seinen meisten Auslandsaufenthalten.

## Filmografie
- 1966: Don Giovanni (Theateraufzeichnung)